# August Lucas
Pour les articles homonymes, voir Lucas.
August Lucas (né le 7 mai 1803 à Darmstadt, mort le 28 septembre 1863 dans la même ville) est un peintre hessois.

## Biographie
Fils d'un tailleur, il va à un gymnasium. Il reçoit une première formation à l'école de dessin du musée auprès de Franz Hubert Müller puis en 1825 à l'académie des beaux-arts de Munich. La même année, il fait voyage d'études avec Daniel Fohr dans l'Oberland bernois. Il revient à Darmstadt et arrête ses études.
Grâce à une bourse du Grand-Duc de Darmstadt, Lucas fait un voyage d'études en octobre 1829 à Milan et à Rome. Il reste en Italie jusqu'en 1834 ; il va notamment dans les monts Albains et Sabins pour dessiner la nature. En 1830, il va avec Friedrich Preller l'Ancien à Olevano Romano. Il fait la connaissance de Joseph Anton Koch. En 1832, il vient à Naples, Sorrente et Capri. Vers la fin de son séjour, il tombe malade et a des difficultés financières.
De 1834 à 1850, August Lucas vit à Darmstadt et crée des paysages inspirés du sud de l'Italie et des scènes de vie de Darmstadt. En 1841, il reçoit de deux écoles de Darmstadt un emploi en tant que professeur. En 1850, il fait un deuxième séjour en Italie. À Rome, il crée en 1854 la décoration de la salle des fêtes de la maison maçonnique construite par l'architecte Georg Moller (qui sera détruite pendant la Seconde Guerre mondiale).

### Source de la traduction
- (de) Cet article est partiellement ou en totalité issu de l’article de Wikipédia en allemand intitulé « August Lucas » (voir la liste des auteurs).